# Vendo Bagnoli/ZEN
Vendo Bagnoli / ZEN sono i due brani contenuti nel quattordicesimo 45 giri del cantautore Edoardo Bennato.

## Il disco
Entrambe le canzoni del disco sono tratte dall'album Abbi dubbi: tuttavia, mentre la registrazione di ZEN è la stessa dell'album, nel caso di Vendo Bagnoli si tratta di una registrazione differente (come del resto è riportato nel retro di copertina).
ZEN è scritta interamente da Bennato, mentre la musica di Vendo Bagnoli vede la collaborazione tra il cantautore ed il batterista Mauro Spina.
La copertina del disco è opera dello studio grafico Lapislapis.

### Vendo Bagnoli
Dopo alcuni anni da Nisida, Bennato torna ad affrontare i problemi legati all'Italsider di Bagnoli ed al suo impatto sulla realtà sociale napoletana nella canzone Vendo Bagnoli, che affronta appunto il tema della ristrutturazione e del riutilizzo degli stabilimenti siderurgici.
In questo testo emerge l'interesse del cantautore partenopeo per i problemi legati all'urbanistica, frutto dei suoi studi da architetto.

### ZEN
Anche nel lato B è presente la tematica urbanistica, in quanto Zen sta per Zona Espansione Nord, un quartiere della periferia di Palermo nato seguendo le più innovative teorie architettoniche e diventato invece, nel corso degli anni, un tipico quartiere periferico con la ripetizione dei disagi tipici di queste zone.
La musica di questo brano è un rock più duro rispetto a Vendo Bagnoli.